# Paul Massing
Paul Wilhelm Massing, född 30 augusti 1902 i Grumbach, död 30 april 1979 i Tübingen, var en tysk sociolog och samhällsvetare. Han tillhörde Frankfurtskolan. Emellanåt använde han sig av pseudonymen Karl Billinger.

## Biografi
Massing avlade doktorsexamen vid Frankfurts universitet år 1928. Därefter reste han till Moskva där han till 1931 arbetade vid Internationella agrarinstitutet. Han återvände nämnda år till Tyskland och var aktiv i KPD. Massing arresterades av de nazistiska myndigheterna år 1933 och internerades i Columbia-Haus. Efter fem månader frigavs han och utgav 1935 den självbiografiska romanen Schutzhäftling 880. Massing emigrerade till USA men återvände till Europa flera gånger för att delta i det kommunistiska motståndet.
Under 1940-talet och under många år undervisade Massing vid Columbia University och senare vid Rutgers University.